# Николаев, Павел Фёдорович (Герой Социалистического Труда)
Павел Фёдорович Николаев (20 декабря 1921, д. Гудово, Тверская губерния—?) — советский строитель, Герой Социалистического Труда.

## Биография
Родился в рабочей семье строителей в деревне Гудово Тверской губернии.
В Красную армию призван в апреле 1941 года. В Великой Отечественной войне участвовал в качестве топографа батареи управления 109 гаубичной артиллерийской бригады большой мощности 16 артиллерийской Кировоградской Краснознамённой ордена Суворова Дивизии резерва главного командования. Воевал на Южном фронте (до декабря 1941), в зоне обороны Москвы (с декабря 1941 по март 1942), на Северо-Западном фронте (с марта 1942 до апреля 1943), на Брянском фронте (с апреля по июль 1943), на Степном фронте (с июля по октябрь 1943), на 2-м Украинском фронте (с октября 1943 до окончания войны). В 1944 был награждён медалью «За оборону Москвы».За проявленные мужество и отвагу, проявленные во время боевой операции 2 января 1945 года награждён медалью «За отвагу».
После демобилизации переехал в г. Колпино, где работал каменщиком, специализировался на обработке гранита. С 1950-го года занял должность бригадира бетонщиков Ижорского завода. Вместе с бригадой участвовал в строительстве корпусов Ижорского завода им. Жданова, жилых домов г. Колпино, общежития и заводского Дворца культуры.
По итогам семилетки 1959—1965 гг. за выдающиеся успехи в строительстве получил звание Героz Социалистического Труда, Орден Ленина и золотую медаль «Серп и молот».
На пенсии продолжил работать каменщиком. Участвовал в отделке Баболовского дворца в г. Пушкине.

## Награды
- Медаль «За оборону Москвы» (01.05.1944)[3]
- Медаль «За отвагу» (05.02.1945)[3]
- Орден Ленина (11.08.1966)[5]
- Орден Отечественной войны II степени (11.03.1985)[5]